# Mleh
Mleh oder Melias (Մլեհ, Meleh, Malih in fränkischen Quellen; † 15. Mai 1175 in Sis) aus dem Geschlecht der Rubeniden war von 1170 bis 1175 Fürst von Kleinarmenien.

## Leben

### Abstammung und Jugend
Mleh war der dritte von fünf Söhnen des Fürsten Leo I. (1129/30–1137; † 1140):
- Ruben, um 1138 in Konstantinopel hingerichtet
- Thoros II., Herrscher von 1145–1168, Sohn Ruben
- Mleh
- Stephane (Step'ane), 1165 durch Andronikos Euphorbenos, den Gouverneur von Kilikien hingerichtet. Verheiratet mit Retha aus dem Haus der Hethumiden, zwei Söhne, Ruben und Lewon.
- Konstantin, 1136 durch seine Brüder geblendet.

Als Kaiser Johannes 1137 Kilikien zurückeroberte, flohen die Brüder Mleh, Stephan und Konstantin zu ihrem Cousin Joscelin II. von Edessa. Während Johannes nach Johannes gegen Antiochia und Til Hamdun zog, fiel Vahka, der Stammsitz der Familie nach heldenhafter Verteidigung. Lewon I. und seine ältesten Söhne Ruben und Thoros wurden im Gebirge gefangen genommen und nach Konstantinopel gebracht. Dort wurde Ruben geblendet und dann hingerichtet, Lewon starb 1141, während sich Thoros Freunde machte. Er konnte 1143 oder 1145 fliehen, angeblich mit Hilfe einer griechischen Prinzessin (Vahram von Edessa) und begab sich zunächst ebenfalls an den Hof von Joscelin von Edessa. Thoros befreundete sich mit dem Franken Simon von Raban, einem Vasallen von Joscelin von Edessa, und heiratete dessen Tochter. Außerdem sammelte er Landsleute um sich und eroberte zusammen mit seinen Brüdern Mleh und Stephane zunächst Vahtka zurück. Nach anderen Quellen landete er in Kilikien und nahm mit zwölf Männern, die ihm der jakobitische Patriarch Athanasius überantwortet hatte, zunächst die Festung von Amouda südlich von Anazarba.
1151 unternahm Thoros einen Einfall in Kilikien und erschlug den byzantinischen Statthalter vor den Toren von Mamista. Damit endeten sieben Jahre des Friedens unter byzantinischer Herrschaft. Manuel I. schickte seinen Verwandten Andronikos mit einem Heer nach Kilikien. Andronikos belagerte Mamista, aber die Armenier unter Thoros machten einen nächtlichen Ausfall und schlugen das Heer in die Flucht. Sempad von Barbaron wurde dabei getötet, Oschin II von Lampron gefangen genommen, Andronikos kehrte unverrichteter Dinge nach Konstantinopel zurück.

### Politische und militärische Karriere
1164 verbündeten sich Thoros und Mleh mit Bohemund III. und dem byzantinischen Statthalter Konstantin Koloman gegen Nur ad-Din und entsetzten gemeinsam das belagerte Harenc. Am 10. August 1164 griff Bohemund das Heer von Nur ed-Din bei Artah an und geriet in einen Hinterhalt. Während Thoros und Mleh, die wiederholt vor dem Hinterhalt gewarnt hatten, entkamen, wurden Bohemund III., Raimund von Tripolis, Konstantin Koloman und Hugo VIII. von Lusignan gefangen genommen und in Ketten nach Aleppo gebracht. Thoros hatte generell gute Beziehungen zu Antiochia und unterstützte unter anderem Bohemund gegen seine Mutter Konstanze. Auch am Hofe Amalrichs in Jerusalem war er zu Besuch.
Der Friede mit Byzanz war nicht von langer Dauer. 1165 wurde Stephan, der sich durch ständige Überfälle auf danischmanidisches und byzantinisches Gebiet hervortat, weshalb ihn Thoros bereits kurzfristig eingekerkert hatte, von dem byzantinischen Statthalter Andronikos Euphorbenos in die Festung von Hamus eingeladen, gefangen genommen und an einer Platane gekreuzigt, nach anderer Quelle bei lebendigem Leibe gesotten. Daraufhin begann Thoros ein Massaker an seinen griechischen Untertanen, das erst durch die Intervention Hethums von Lambron beendet wurde.
Aus unbekannten Gründen überwarf sich Mleh mit Thoros. Dem Geschichtsschreiber Smbat Sparapet zufolge versuchte er seinen Bruder mit einigen Genossen auf der Jagd zwischen Mamista und Adana zu ermorden. Thoros war jedoch gewarnt worden, ließ Mleh ergreifen, stellte ihn vor den Baronen zur Rede, zog sein Vermögen ein und verbannte ihn – eine erstaunlich milde Strafe für ein versuchtes Attentat, die vermuten lässt, dass wohl eher politische Differenzen zwischen den Brüdern der Grund für diese Aktion waren. Mleh ging nach Antiochia, wo er angeblich den Tempelrittern beitrat, stellte sich dann aber in den Dienst von Nur ad-Din von Aleppo und bekehrte sich vielleicht auch zum Islam. Nur ed-Din übertrug ihm den Distrikt von Kyrrhos.
Als Thoros 1169 abdankte, war sein ältester Sohn Ruben II. noch ein Kleinkind. Die Barone setzten Thoros’ Verwandten Thomas, väterlicherseits ein Franke, als Regenten ein. Von der Familie von Thoros’ fränkischer Frau war scheinbar wenig Unterstützung zu erwarten. Nach einem Jahr begann Mleh, dem wohl klar war, dass ein minderjähriger Herrscher den Expansionsgelüsten der Byzantinern und der Fürsten von Antiochia kaum würde widerstehen können, mit Truppen Nur ad-Dins in die Verhältnisse in Kilikien einzugreifen. Mleh nahm Mamista, Adana und Tarsos ein, was er wohl kaum ohne einheimische Fußtruppen bewerkstelligen konnte. Er hatte also wohl eine Machtbasis im Lande behalten. Außerdem griff er die Templer in der umstrittenen Festung von Baghras an, konnte also auch den Amanos zumindest teilweise unter seine Kontrolle bringen. Bohemund von Antiochia rief König Amaury von Jerusalem zur Hilfe, der Mleh mehrfach zu Verhandlungen einlud, die dieser, wohl zu Recht eine Falle befürchtend, nicht wahrnahm. Schließlich marschierte Amaury in die Küstenebene ein, verbrannte die Ernte auf den Feldern und griff einige Burgen an, jedoch ohne Erfolg. Auf die Nachricht, dass Truppen Nur ed-Dins Karak (Petra) angegriffen hatten, zog er sich eilig wieder nach Süden zurück. Als er mit seiner Streitmacht in Petra eintraf, hatte sich Nur ad-Din jedoch bereits wieder zurückgezogen.
Schließlich wurde vereinbart, das Reich zwischen Ruben II. und Mleh zu teilen. Bald war Mleh aber der unumstrittene Herrscher. Der Regent Thomas floh nach Antiochia, wo er einem Mordanschlag zum Opfer fiel. Der Erzbischof von Tarsus und Katholikos Narses Schnorhali nahm sich des jungen Ruben an, den Mleh schutzlos zurückgelassen hatte, und gewährte ihm in seinem Amtssitz Rumkale (Hromkla bei Gaziantep) Zuflucht. Der Knabe starb jedoch bald danach. Mleh ging nun, um seine Herrschaft zu sichern, entschiedener gegen seine Gegner vor. Er nahm auch rebellische Kleriker gefangen – dem armenisch-orthodoxen Geschichtsschreiber Smbat Sparapet zufolge, dem er wegen seiner Apostasie ein Gräuel war, riss er gar Bischöfen die Zähne aus – eignete sich verborgenes Gold und Silber an, wo immer er konnte, verführte ehrbare Frauen und war generell bösartig. Er beschlagnahmte auch den gesamten Besitz der Templer in Kilikien.
Oschin von Lambrons (Namrun) Sohn Hethum war mit einer Tochter von Thoros verheiratet gewesen (die Ehe wurde später annulliert) und hielt zu dessen Lebenszeit Frieden mit den Rubeniden. Nach dem Tod von Thoros fiel Oschin aber von den Rubeniden ab. Mleh belagerte Lambron und verwüstete das umliegende Land, konnte die Festung selber aber nicht einnehmen. Damit war der kurze Friede zwischen den rivalisierenden Dynastien beendet.
1171 nahm Mleh Konstantin Koloman in Tarsus gefangen und eroberte den Rest des byzantinischen Kilikien. Er lieferte den Gouverneur im Austausch gegen Maraş (Germanikeia) an Nur ad-Din aus, Koloman kam nur gegen die Zahlung eines hohen Lösegeldes frei. Im selben Jahr wurde Stephan von Champagne, Graf von Sancerre, der ins heilige Land gekommen war, um die Prinzessin Sibylle von Jerusalem zu heiraten, die Eheverhandlungen jedoch abgebrochen hatte, auf der Reise nach Konstantinopel von Mlehs Männern überfallen und völlig ausgeraubt. Schutzgelderpressungen und Wegelagerei waren von jeher eine wichtige Einkommensquelle für die Herren vom Berge gewesen.
1173 erkannte Manuel I. Mleh schließlich als unabhängigen Herrscher von Kilikien an. Außerdem ging Mleh Bündnisse mit Kiliç Arslan II. von Rum und as-Salih Ismail von Aleppo ein, um seine Herrschaft zu sichern.
Im September 1173 schloss er sich einem Feldzug Nur-ad-Dins gegen Kiliç Arslan II. an, der Sebastia, einen der letzten Danischmanidischen Stützpunkte angegriffen hatte. In der Nähe Qal'at ar-Rûm nördlich des Euphrat trafen die Heere aufeinander, Nur-ad-Din und Kiliç Arslan kamen aber zu einer friedlichen Einigung. Sebastia wurde an Nur-ad-Din übergeben und von 'Abd-al-Massih, dem Statthalter von Mossul besetzt.
Als Nur-ad-Din am 15. Mai 1174 in Damaskus starb, verlor Mleh seinen wichtigsten Verbündeten. Nur-ad-Dins 11-jähriger Sohn as-Salih Ismail war nur nominell Herrscher.
Genau ein Jahr später, am 15. Mai 1175 wurde Mleh in der Hauptstadt Sis durch gedungene Mörder getötet. Die Barone setzten seinen Neffen Ruben III. (1175–1186), einen Sohn von Stephane und seiner hethumidischen Frau Retha (Rita) als Herrscher ein, der bisher bei seinem Onkel mütterlicherseits in der Festung Paguran gelebt hatte. Ruben belohnte die Barone reichlich, ließ jedoch Jahan und den Eunuchen Abul Gharib, die sich nach Ausloben einer entsprechenden Belohnung zum Mord an seinen Onkel bekannt hatten, im Ceyhan ertränken.
Mleh wurde in dem von ihm gegründeten Kloster von Khachkar begraben. Seine Ehe mit einer Tochter Vasil des Alten, Herr von Gargar aus der Familie Souren-Pahlavouni und von Maria von Lampron war kinderlos geblieben, sein unehelicher Sohn Georg wurde 1175 geblendet und 1209 auf Befehl seines Vetters Lewon I. ermordet.